# Graphoderus cinereus
Graphoderus cinereus är en skalbaggsart som först beskrevs av Carl von Linné 1758.  Graphoderus cinereus ingår i släktet Graphoderus och familjen dykare. Arten är reproducerande i Sverige. Inga underarter finns listade i Catalogue of Life.

## Bildgalleri

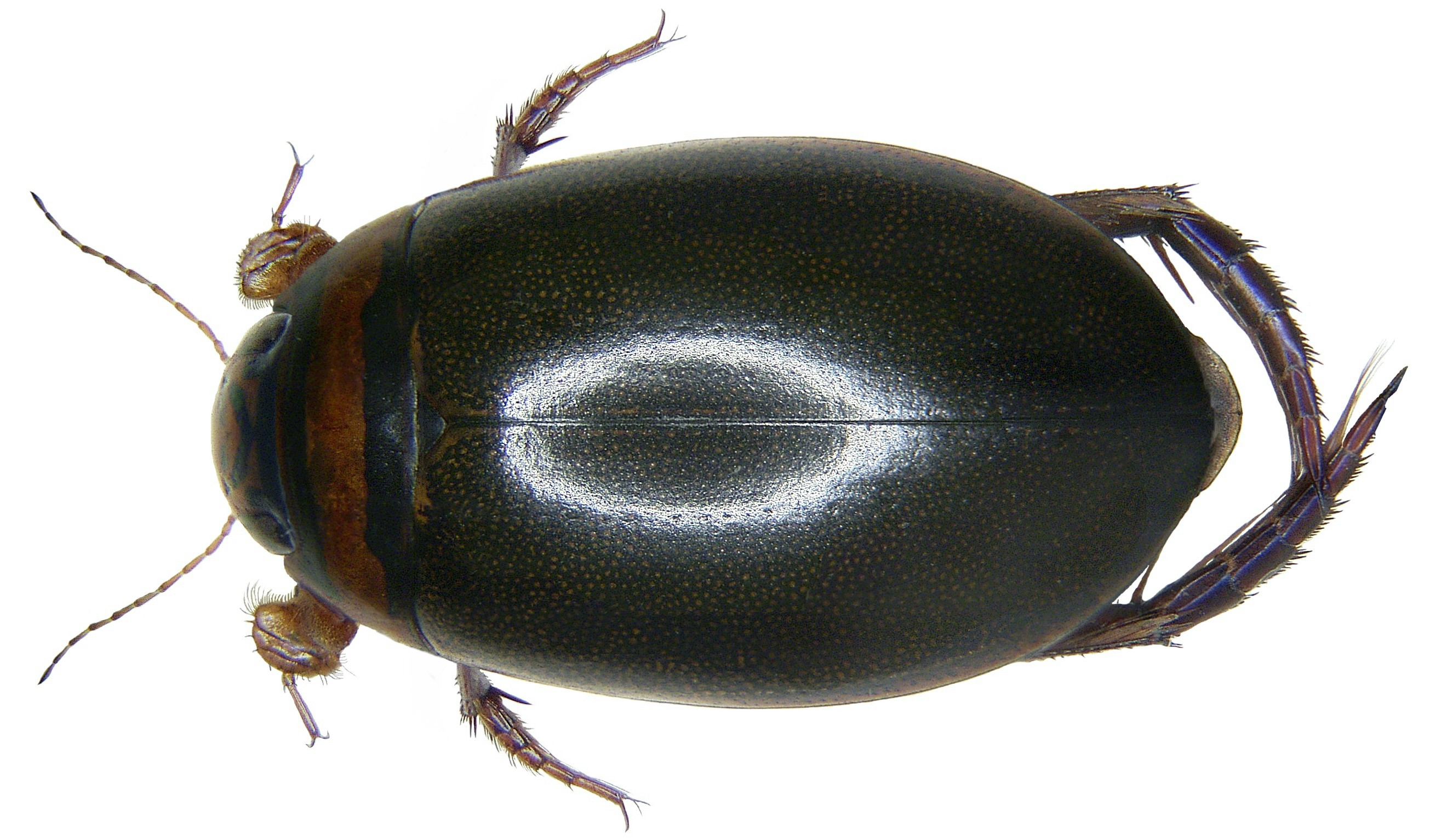
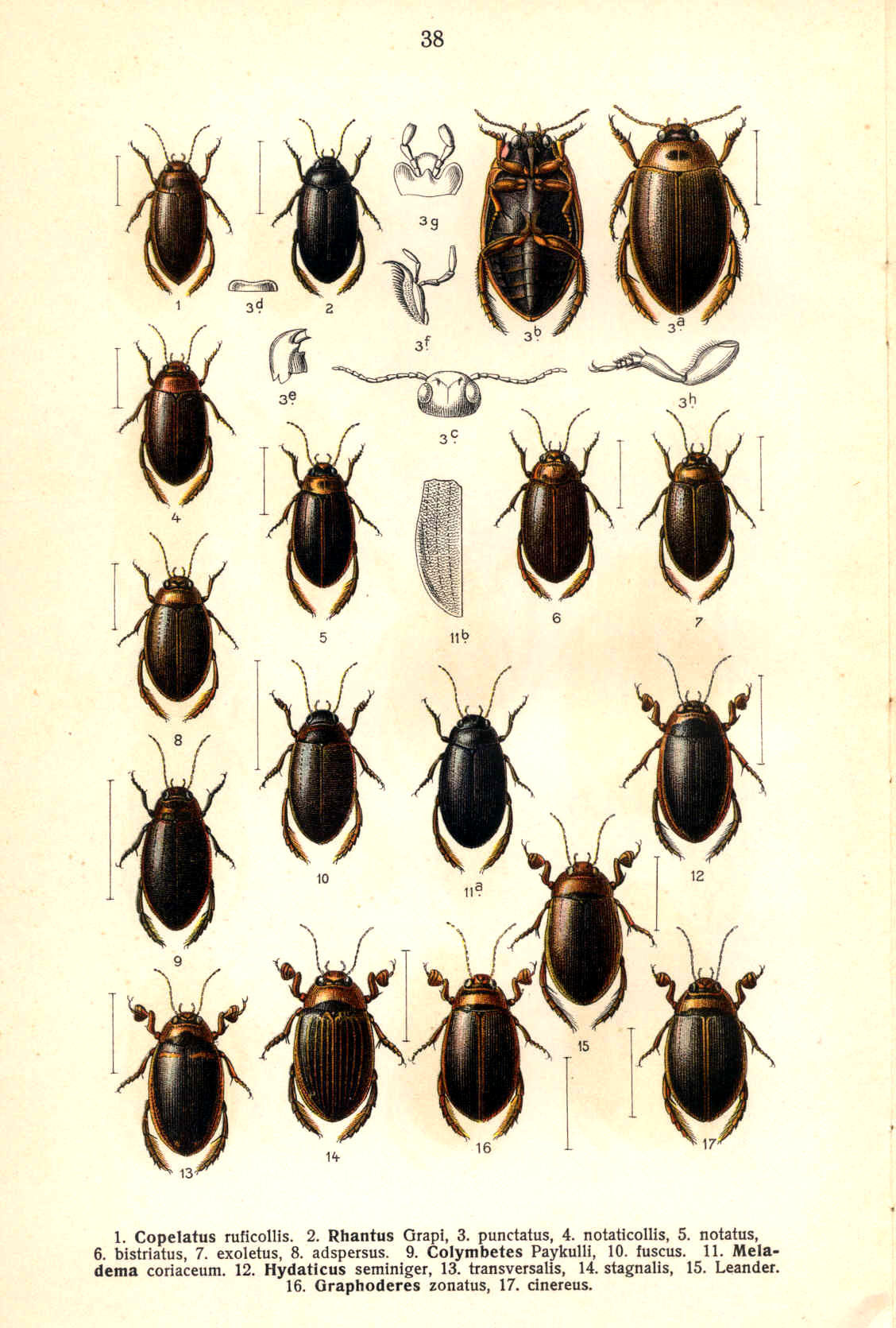
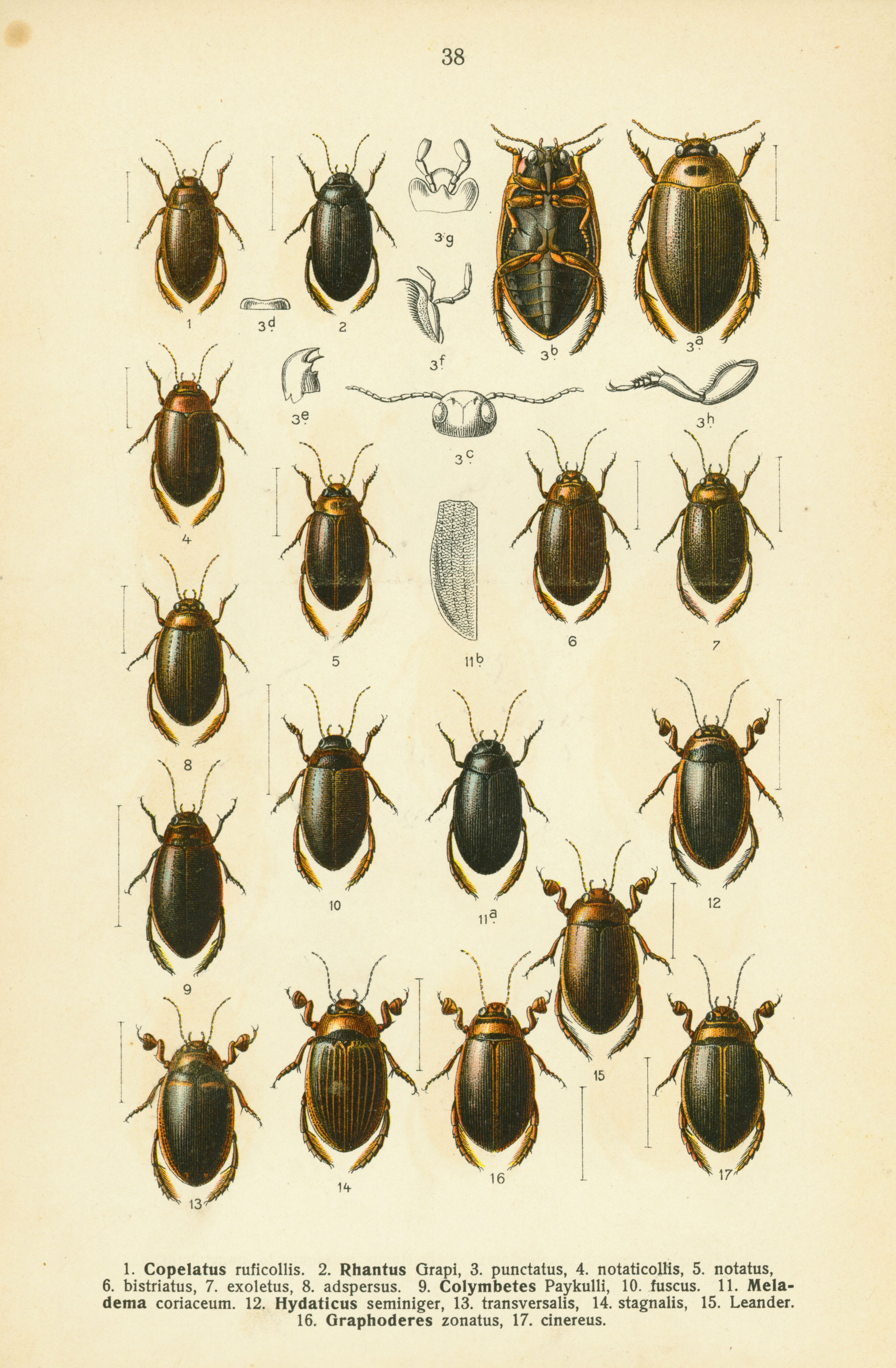